# 日本文理大学附属高等学校
日本文理大学附属高等学校（にっぽんぶんりだいがくふぞくこうとうがっこう）は、大分県佐伯市鶴谷町二丁目にある私立高等学校。学校法人文理学園によって設置された高校で、日本文理大学の附属高校でもある。
なお新潟県新潟市西区にある日本文理高等学校は、本校及び学校法人文理学園とは全くの無関係である。

## 設置学科
- 普通科
  - 特別進学コース
  - 進学コース
  - キャリアデザインコース
  - ソーシャルコミュニケーションコース
- 情報技術科
  - ICTイノベーションコース
  - デジタルクリエーションコース

## 沿革
- 1955年 - 佐伯産業高等学校として開校。
- 1956年 - 佐伯高等学校に改称。
- 1982年 - 日本文理大学附属高等学校に改称。

## 著名な出身者
- 井脇ノブ子（前衆議院議員）
- 徐暁飛（サッカー選手）
- 日高亮（元プロ野球選手）
- 吉良友嘉（ラグビー選手）
- 具智充（ラグビー選手）
- 具智元（ラグビーワールドカップ2019 日本代表）
- 北村直登（画家）